# Centurion (avion)
Pour les articles homonymes, voir Centurion.
Dimensions
Le NASA Centurion est le troisième avion d'une série de drones expérimentaux de la NASA à énergie solaire ou pile à combustible. Il est développé par AeroVironment, Inc. dans le cadre du NASA ERAST Program (en) (un programme de la NASA destiné au développement de drone à faible vitesse de vol pouvant effectuer des missions scientifiques de longue durée et à haute altitude (plus de 20 000 mètres) pour un coût raisonnable. Le Centurion a été développé à partir du Pathfinder Plus et a servi de base à l'Helios.

## Histoire

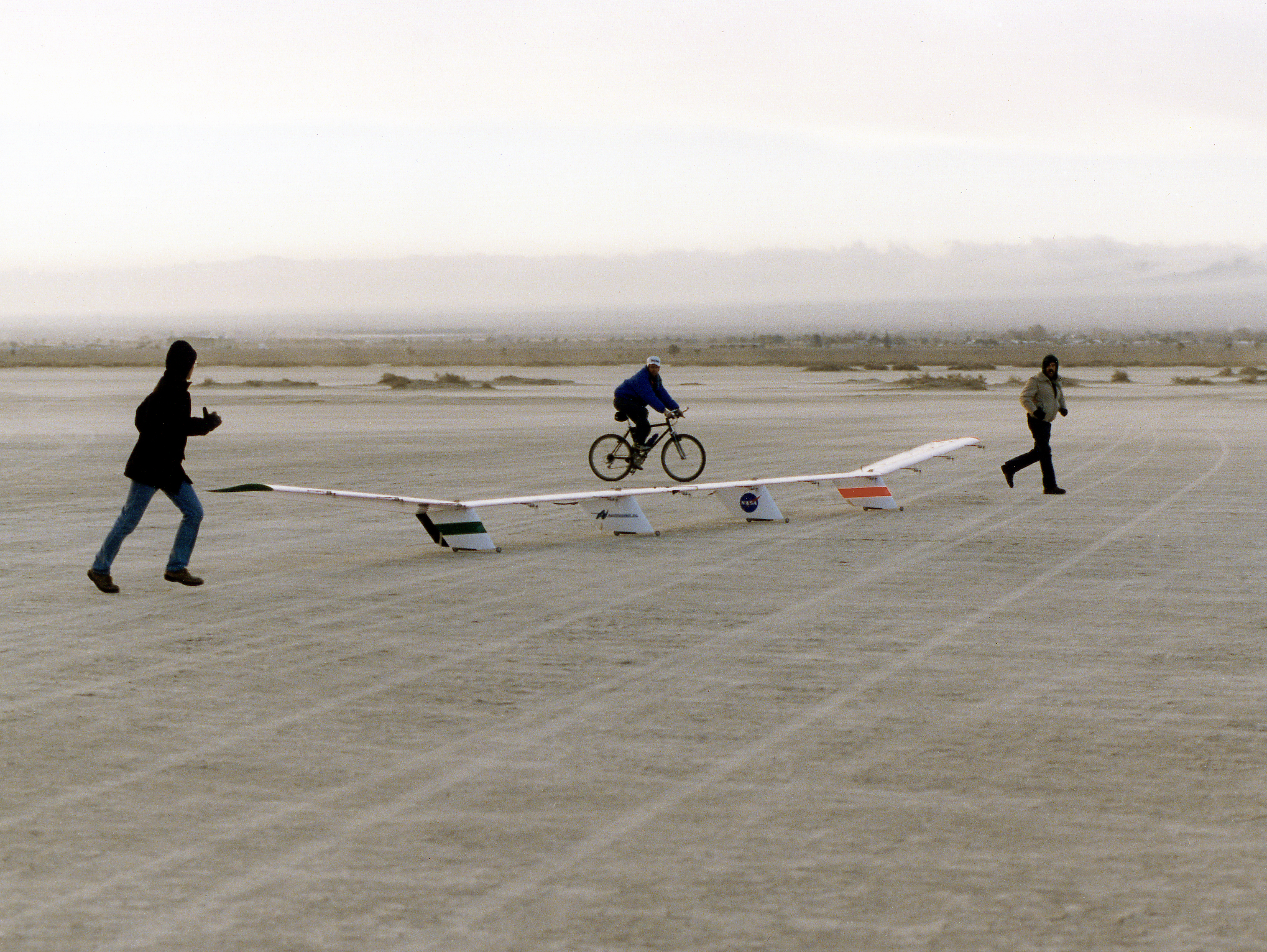
Maquette un quart du Centurion

Le Centurion est la troisième génération de la série de drones électrique à voilure fixe NASA Pathfinder, après le Pathfinder et le Pathfinder Plus. Il est conçu en réponse au cahier des charges du projet ERAST (en) (Environmental Research Aircraft and Sensor Technology) de la NASA pour pouvoir atteindre l'objectif d'un vol électrique à une altitude de 30 480 m. Les responsables du programmes ERAST calculent que concevoir un nouvel aéronef à partir de ce qui a déjà été développé pour Pathfinder et le Pathfinder Plus est l'approche la moins risquée pour atteindre l'objectif d'altitude.
Une première maquette, à l'échelle un quart, vole à partir du 4 mars 1997 à El Mirage Lake (en) (dans le Désert des Mojaves en Californie). Le premier vol du prototype en taille réelle a lieu vingt mois plus tard, le 10 novembre 1998 au Rogers Dry Lake (en), un désert de sel du même Désert des Mojaves. Ce vol dure une heure et vingt-quatre minutes. Pour ce vol la masse au décollage de l'avion est de 628 kg dont une enclume d'acier de 68 kg pour simuler une charge utile. Ce vol se déroule nominalement et ouvre la voie à un second, ouvert au public et aux médias, le 19 novembre. Ce second vol dure une heure et vingt-neuf minutes. Un troisième et dernier vol à basse altitude et effectué le 3 décembre, cette fois avec sa masse maximale au décollage : 819 kg. Il ne dure que trente minutes à cause de mauvaises prévisions météorologiques (trop de vent). Cette campagne de trois vols d'essais permet de valider le design de l'avion, sa manœuvrabilité, ses performances en vol, les performances de ses batteries et son intégrité structurelle. Les résultats positifs conduisent la NASA à passer à l'étape suivante, sous la forme du projet Helios dès janvier 1999,.

## Description
De par son histoire, l'apparence du Centurion est proche de celle du Pathfinder, mais avec une envergure quasiment doublée : 63 m contre 37 m. Néanmoins sa structure est plus solide et capable d'embarqué une charge utile plus importante, jusqu'à 272 kg. Son aile a un profil dessiné pour les vols à haute altitude, et l'avion est propulsé par 14 moteurs (contre huit pour son prédécesseur). Enfin l'avion est équipé de quatre nacelles intégrées sous les ailes (deux pour le Pathfinder plus) permettant d'embarquer les batteries, du lest, des éléments des commandes de vol et le train d'atterrissage.

## Caractéristiques techniques

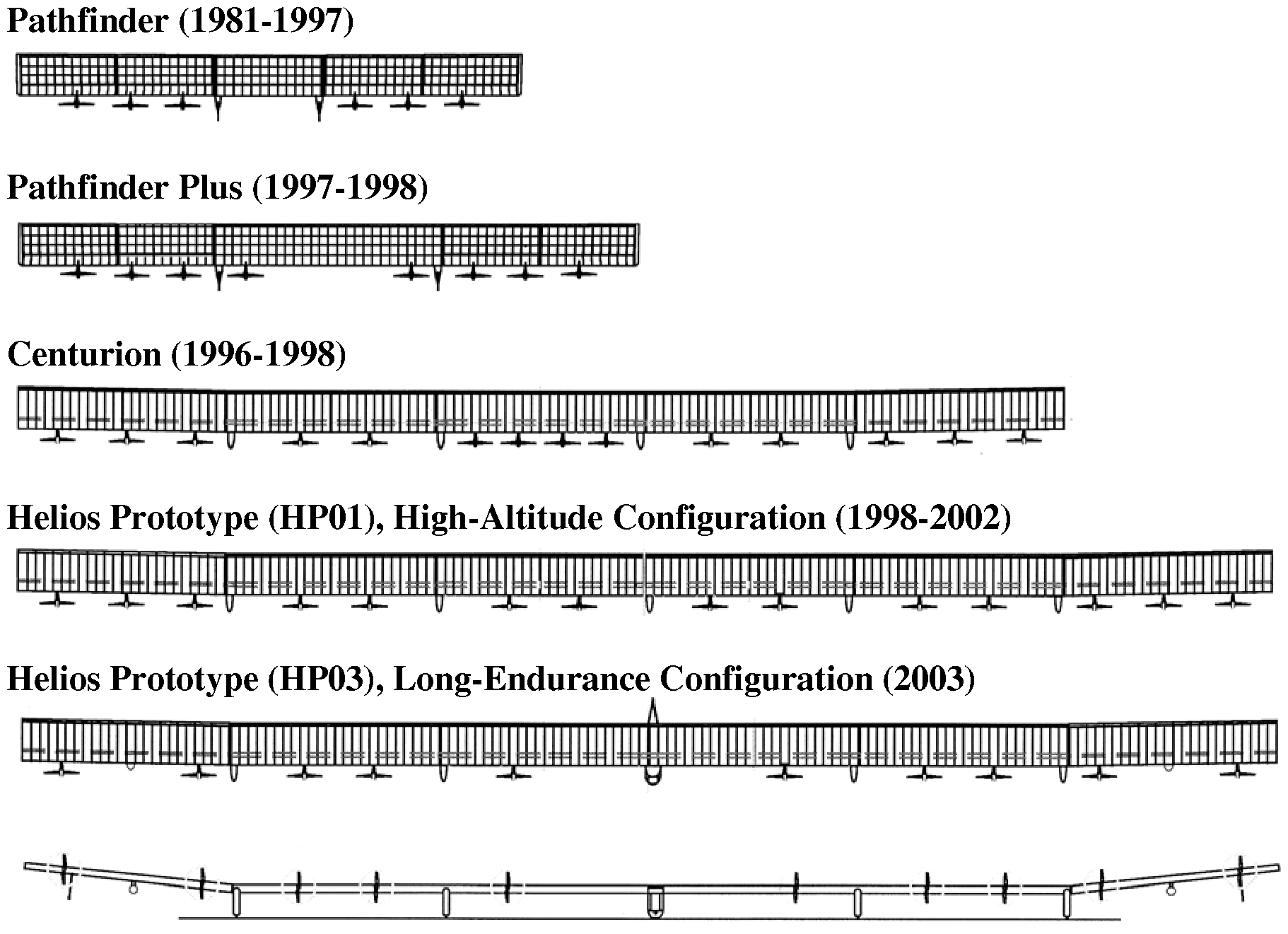
Évolution des différents avions du programme ERAST

Les caractéristiques physiques et aérodynamiques du Centurion sont résumées ci-dessous,, :
- Longueur : 4 m
- Corde : 2 m
- Envergure : 63 m
- Rapport envergure/longueur : 26:1
- Vitesse : 28 km/h à 33 km/h
- Masse maximale : 862 kg dont un maximum de 272 kg de charge utile
- Motorisation : 14 moteurs électriques de 2 hp (1 kW) chacun
- Puissance solaire fournie : 31 kW
- Source électrique additionnelle : batteries

### Comparatif
Voici un tableau comparant les principales caractéristiques de différents avions du programme ERAST,,, :
|                                 | Pathfinder                         | Pathfinder-Plus                    | Centurion                          | Helios HP01                        | Helios HP03                              |
| ------------------------------- | ---------------------------------- | ---------------------------------- | ---------------------------------- | ---------------------------------- | ---------------------------------------- |
| Longueur (m)                    | 3,6                                | 3,6                                | 3,6                                | 3,6                                | 5,0                                      |
| Corde (m)                       | 2,4                                | 2,4                                | 2,4                                | 2,4                                | 2,4                                      |
| Envergure (m)                   | 29,5                               | 36,3                               | 61,8                               | 75,3                               | 75,3                                     |
| Rapport envergure/longueur      | 12:1                               | 15:1                               | 26:1                               | 30,9:1                             | 30,9:1                                   |
| Finesse                         | 18                                 | 21                                 | -                                  | -                                  | -                                        |
| Vitesse (km/h)                  |                                    |                                    | 15–18 (27–33)                      | 16.5–23.5 (30.6–43.5)              | -                                        |
| Max altitude (m)                | 21 802                             | 24 445                             | n/a                                | 29 523                             | 19 812                                   |
| Masse à vide (kg)               | -                                  | -                                  | -                                  | 600                                | -                                        |
| Masse maximale (kg)             | 252                                | 315                                | ±862                               | 929                                | 1 052                                    |
| Charges utiles (kg)             | 45                                 | 150 (67,5)                         | 45–270                             | 329                                | -                                        |
| Moteurs                         | électriques, de 2 hp (1 kW) chacun | électriques, de 2 hp (1 kW) chacun | électriques, de 2 hp (1 kW) chacun | électriques, de 2 hp (1 kW) chacun | électriques, de 2 hp (1 kW) chacun       |
| Nombre de moteurs               | 6                                  | 8                                  | 14                                 | 14                                 | 10                                       |
| Puissance solaire fournie (kW)  | 7,5                                | 12,5                               | 31                                 | -                                  | 18,5                                     |
| Source électrique additionnelle | batteries                          | batteries                          | batteries                          | accumulateur lithium               | accumulateur lithium, pile à combustible |